# Brita af Klercker
Brita af Klercker (uttal (fil)), född 11 november 1906 i Lund, död 27 augusti 2001 i Lund, var en svensk konstnär.

## Biografi
Brita af Klercker var dotter till läkaren Kjell-Otto af Klercker av adelsätten af Klercker och hans första hustru Louise von Seth. 
Efter studentexamen 1928 studerade hon vid Kungliga Konsthögskolan 1929–1934. Hon utförde porträtt, figurtavlor, stadsmotiv och väggmålningar i kommunalhuset Klippan. Hennes stadsbilder, landskap och barnskildringar har en lyrisk ton och en frisk sensibel kolorit.
Hon hade separatutställningar i Lund, Stockholm och Malmö. Hennes verk finns representerade bland annat hos Norrköpings konstmuseum, Malmö museum samt Ystads konstmuseum och hon var tidigare representerad Nationalmuseum i Stockholm.
Brita af Klercker var 1931–1942 gift med konstnären Felix Hatz. Hon är gravsatt i minneslunden på Norra kyrkogården i Lund.